# آنا مسی
آنا مسی (انگلیسی: Anna Massey; ۱۱ اوت ۱۹۳۷ – ۳ ژوئیهٔ ۲۰۱۱) هنرپیشه اهل بریتانیا بود. از فیلم‌هایی که وی در آن نقش داشته‌است، می‌توان به ماشین‌کار، بداهه، جن‌زده، خطر قلب، به دنبال جنگ شیشه‌ای، پسر قد بلند، بازگشت سامید و پنج روز یک تابستان اشاره کرد.